# Carybdea branchi
Carybdea branchi is een tropische kubuskwal uit de familie Carybdeidae. De kwal komt uit het geslacht Carybdea. Carybdea branchi werd in 2009 voor het eerst wetenschappelijk beschreven door Gershwin & Gibbons. 